# Wilhelm Emrich
Wilhelm Emrich (n. 29 noiembrie 1909, Yutz, Alsacia-Lorena, Franța – d. 7 august 1998, Berlin, Germania) a fost un specialist în literatura germană, autor al unor studii prestigioase privind, în special, operele lui Goethe și Franz Kafka.

## Biografie
Fiu al unui funcționar de la căile ferate germane, Wilhelm Emrich s-a născut în 29 noiembrie 1909, la Niederjeutz, o comună din Lorena, anexată de Germania în 1871. A studiat la Universitatea din Frankfurt pe Main, absolvindu-și studiile în 1933.
Sub regimul nazist, Wilhelm Emrich a aderat la NSDAP. Între 1942 și 1944, Wilhelm Emrich a lucrat pentru Ministerul Propagandei pe post de lector-redactor la Bibliotecă în germană. El a redactat, de altfel, în acea perioadă, un articol antisemit.
După cel de-al Doilea Război Mondial, Emrich s-a orientat către domeniul învățământului. A predat cursuri de literatură germană mai întâi, din 1949 până în 1953, la Universitatea din Göttingen, apoi la Universitatea din Köln. În 1956, el a devenit membru al Academiei de Științe și Litere din Mainz. Din 1960 și până când s-a pensionat, Emrich a predat la Universitatea Liberă din Berlin. Apoi, el a predat timp de opt ani ca profesor emerit. 
Wilhelm Emrich a murit la Berlin, pe 7 august 1998, lăsând mai multe lucrări de referință cu privire la literatura germană.

## Activitatea sa
Emrich a fost unul dintre specialiștii în literatura germană, unul dintre cei mai influenți din Republica Federală Germania. Printre studenții săi s-au aflat Helmut Arntzen, Klaus Wagenbach, Jean Firges sau Karl Pestalozzi. Emrich a efectuat cercetări literare cu privire la Goethe, dar și la Franz Kafka. Monografia sa despre Kafka, în special, tradusă în limbile engleză și japoneză, a fost reeditată de mai multe ori. Emrich a mai realizat cercetări referitoare la Carl Sternheim, Arno Holz sau chiar Ricarda Huch. Pentru activitatea sa, el a primit, în 1993, Medalia Goethe de Aur, medalia de aur a Societății Goethe din Weimar.

## Lucrări (selecție)[7]
- Paulus im Drama. Als: Stoffe und Motivgeschichte der deutschen Literatur. Band 13. Verlag Walter de Gruyter. Berlin 1934.
- Die Symbolik von Faust II. Sinn und Vorformen. Verlag Junker & Dünnhaupt. Berlin 1943.
- Franz Kafka. Athenäum-Verlag. Bonn 1958.
- Protest und Verheißung. Studien zur klassischen und modernen Dichtung. Athenäum-Verlag. Bonn 1960.
- Geist und Widergeist. Wahrheit und Lüge der Literatur. Studien. Athenäum-Verlag. Frankfurt Main 1965.
- Polemik. Streitschriften, Pressefehden und kritische Essays um Prinzipien, Methoden und Maßstäbe der Literaturkritik. Athenäum-Verlag. Frankfurt Main 1968.
- Poetische Wirklichkeit. Studien zur Klassik und Moderne. Akademische Verlags-Gesellschaft Athenaion. Wiesbaden 1979.
- Deutsche Literatur der Barockzeit. Athenäum-Verlag. Königstein 1981.